# Movistar MotoGP
Movistar MotoGP fue un canal de televisión español de televisión por suscripción, propiedad de Telefónica y disponible exclusivamente a través de Movistar+. Fue un canal de producción propia de Movistar donde emitían en directo el campeonato, los entrenamientos libres y las sesiones de clasificación del Mundial de Motociclismo. El canal emitió en exclusiva el Campeonato del Mundo de Motociclismo de las temporadas 2016, 2017 y 2018. El canal finalizó las transmisiones el 31 de diciembre de 2018 al haber adquirido DAZN los derechos de emisión del Campeonato Mundial de Motociclismo para las temporadas 2019, 2020 y 2021.

## Historia
Movistar MotoGP comenzó sus emisiones, cuando Telefónica compra los derechos de las temporadas de 2014 hasta 2018 del Mundial de Motociclismo. Cuenta también con una versión en alta definición (HD) Movistar Moto GP HD.
A partir del 8 de julio de 2015 también está disponible en Yomvi.
En Andorra se encuentra disponible en el dial 230 en la plataforma Som Televisió de Andorra Telecom.
A partir del 1 de agosto de 2016, cumpliendo un año de la plataforma, contrajo una nueva identidad visual de la plataforma y del mismo canal. 
El 13 de noviembre de 2018, se dio a conocer que DAZN obtuvo los derechos de emisión del Campeonato Mundial de Motociclismo para tres temporadas a partir 2019, cesando así las emisiones del canal el 31 de diciembre de 2018.